# 石狮站
石狮站是一个沈山铁路上的铁路车站，位于辽宁省新民市石狮村，建于1940年，目前为五等站，邮政编码为110319。目前客运：办理旅客乘降；不办理行李、包裹托运；不办理货运营业。